# Municipio de Chiprovtsi
El municipio de Chiprovtsi es un municipio de la provincia de Montana, Bulgaria, con una población estimada a final del año 2017 de 3219 habitantes. 
Se encuentra ubicado al noroeste del país, cerca de la frontera con Rumania y Serbia. Su capital es la ciudad de Chiprovtsi.